# Goodbye to Gravity
Goodbye to Gravity a fost o formație românească de muzică metal din București, înființată în 2011. Din trupă făceau parte: Andrei Găluț (solist), Alex Pascu (bas), Bogdan Lavinius Enache (baterie), Vlad Țelea și Mihai Alexandru (chitariști). Cei patru instrumentiști aveau o altă trupă înainte, Thunderstorm. Lor li s-a alăturat arădeanul Andrei Găluț, solistul trupei, câștigătorul „Megastar" din 2008.  Albumul lor de debut intitulat „Goodbye to Gravity”, lansat în 2012, a fost numit „Cel mai bun album metal al anului 2012”.

## Istorie

### Self-titled
Goodbye to Gravity a fost înființată în 2010, atunci când celor patru membri ai formației Thunderstorm, Alex Pascu, Bogdan Enache, Vlad Țelea și Mihai Alexandru li s-a alăturat câștigătorul ediției din 2007-2008 a concursului Megastar (varianta românească a showului American Idol), Andrei Găluț. La 1 iulie 2011, Goodbye to Gravity a concertat la ediția din 2011 a B'ESTFEST, acesta fiind prima interpretare notabilă a formației. La 9 octombrie, formația a participat la Romanian Metal Meeting, cântând în deschiderea unor trupe ca Pain of Salvation, Von Hertzen Brothers și White Walls.
În cursul anului 2012, Goodbye to Gravity s-a bucurat de o ușoară ascensiune, ce a culminat cu finala New Blood Awards. La 16 septembrie 2012,  a lansat videoclipul prima lor melodie, The Cage, urmat de videoclipul pentru piesa I Won't Wait la 21 noiembrie. Formația și-a lansat primul album, Goodbye to Gravity, în clubul Slver Church la 27 noiembrie 2012. . Albumul a fost desemnat "cel mai bun album al anului 2012" la Metalhead Awards. Ca urmare a lansării albumului de debut, Goodbye to Gravity a avut parte de mai multă notorietate pe scena muzicii rock din România. La Ringrocker Bandcontest 2013, Goodbye to Gravity a obținut locul 4 din 313 trupe în prima rundă, dar în turul 2 a ratat un loc în top 10, fiind eliminată pe locul 11. De-a lungul anului 2013, Goodbye to Gravity a concertat la festivaluri precum: B'ESTFEST, Rock the City, Maximum Rock Festival și I am The Rocker. În 2014, Goodbye to Gravity a intrat în studio pentru a înregistra al doilea album. Succesul Goodbye to Gravity a garantat formației un contract cu casa de discuri Universal Music România. 

### Incendiul din Clubul Colectiv
La lansarea celui de-al doilea album al lor, Mantras of War, de pe 30 octombrie 2015 la clubul de noapte Colectiv din București, artificiile pirotehnice folosite in timpul concertului au dezlănțuit un incendiu mortal, în mare măsură accelerat prin buretele fonoabsorbant utilizat în club pentru antifonare, și 65 de persoane au murit, iar alte 173 au fost rănite. Vocalistul Andrei Găluț a fost spitalizat cu răni grave, basistul Alex Pascu a murit la data de 11 noiembrie 2015, bateristul Bogdan Lavinius Enache a murit la data de 8 noiembrie 2015, iar chitariștii Vlad Țelea și Mihai Alexandru au murit la data de 30 octombrie 2015.

## Stil muzical
Goodbye to Gravity avea un stil muzical diferit de celelalte trupe de heavy metal din România, fiind apreciată pentru interpretarea diferită, considerat a putea concura cu albumele altor formații din SUA sau Marea Britanie. Muzica formației a fost descrisă de critici ca fiind metalcore, metal alternativ, rock alternativ sau melodic metalcore, unele reprezentând etichete pe care membrii trupei nu le-au negat sau comentat. Stilul muzical al trupei înclina cel mai mult spre metalcore; definit din punct de vedere al instrumentației prin riff-urile agresive și utilizarea „breakdowns”, iar din punct de vedere vocal prin screaming în cea mai mare parte a melodiei, cu excepția refrenului cântat; în ciuda acestui stil, formația are influențe vizibile de heavy metal clasic. Melodiile celor de la Goodbye to Gravity au versuri parțial sau total în limba engleză.

## Discografie
- 2012: Goodbye to Gravity
- 2015: Mantras of War

## Premii
- 2012: finaliști la New Blood Awards
- 2012: Bestes Metal-Album 2012 la  Metalhead Awards[16][17]
- 2013: locul 4 din 313 (prima rundă), locul 11 din 50 (runda a doua) la Ringrocker Bandcontest

## Membri
- Andrei Găluț – solist (din 2011)
- Alex Pascu – basist (din 2011, decedat în 11 noiembrie 2015)
- Vlad Țelea – chitarist (din 2011, decedat în 30 octombrie 2015)[18]
- Mihai Alexandru – chitarist (din 2011, decedat în 31 octombrie 2015)[18]
- Bogdan Lavinius Enache – toboșar (din 2011, decedat în 8 noiembrie 2015)

## Legături externe
- Site web oficial
- Muzica trupei Goodbye to Gravity, care concerta în seara tragediei - click.ro Autor: Cezara Palade, publicat pe 1 noiembrie 2015